# Scuola universitaria professionale della Svizzera italiana
Die Scuola universitaria professionale della Svizzera italiana (SUPSI, deutsch ‹Fachhochschule der italienischen Schweiz›) ist eine Fachhochschule im Schweizer Kanton Tessin.
Sie wurde 1997 gegründet und hat rund 2000 Studenten.

## Departemente und angeschlossene Schulen
- Dipartimento ambiente costruzioni e design (Departement für Konstruktion und Design, Campus Trevano, Canobbio)
- Dipartimento formazione e apprendimento (Departement für Beruf und Ausbildung, Locarno)
- Dipartimento sanità (Departement Gesundheit, Manno TI) mit Physiotherapie Graubünden (Landquart)
- Dipartimento scienze aziendali e sociali (Departement für Betriebswirtschaft und Soziale Arbeit, Manno)
- Dipartimento tecnologie innovative (Departement für Innovative, neuere Technologien, Manno)
- Conservatorio della Svizzera italiana (Lugano)
- Fernfachhochschule Schweiz (Brig)
- Accademia Teatro Dimitri (Dimitri-Theaterschule, Verscio)